# Pohlia plumella
Pohlia plumella är en bladmossart som beskrevs av Brotherus 1903. Pohlia plumella ingår i släktet nickmossor, och familjen Bryaceae. Inga underarter finns listade i Catalogue of Life.